# La Folie du sage
La Folie du sage est une tragi-comédie en cinq actes et en vers de Tristan L'Hermite, créée en 1644 à Paris, à l'Hôtel de Bourgogne ou au Théâtre du Marais. Dédiée à Marguerite de Lorraine, seconde épouse de « Monsieur », Gaston d'Orléans la pièce compte 1 682 alexandrins.

## Personnages
- Le roi de Sardaigne
- Ariste, seigneur de la cour
- Palamède, favori du roi
- Roselie, fille d'Ariste, maîtresse de Palamède
- Canope, confidente de Roselie
- Alfonse, gentilhomme
- Timon, capitaine des gardes
- Cléogène, gentilhomme de la maison d'Ariste
- Un médecin
- Un opérateur

L'action se déroule « dans une Sardaigne aussi chimérique que la Bohème de Shakespeare », comme l'observe Pierre Quillard.

## Résumé
Le roi de Sardaigne tombe amoureux de Roselie, fille d’Ariste, médecin qui se révèlera être la figure du sage frappé de folie. Le roi charge Palamède, amoureux de Roselie qui l’aime en retour, d’informer cette dernière de son amour. Celui-ci y consent, mais cherche à décourager le roi en lui vantant la rigueur morale de Roselie. Ce stratagème produit l’effet inverse : il accroît la détermination du roi. Roseline feint un empoissonnement mortel et laisse une lettre qui explique que le poisson lui a été fourni par son père, et qu’elle a suivi un conseil de Palamède. Le roi est furieux, le père s’emporte dans ce qui semble une folie, à tel point qu’il n’entend pas le médecin qui veut lui expliquer que sa fille n’est qu’endormie...

### Réception

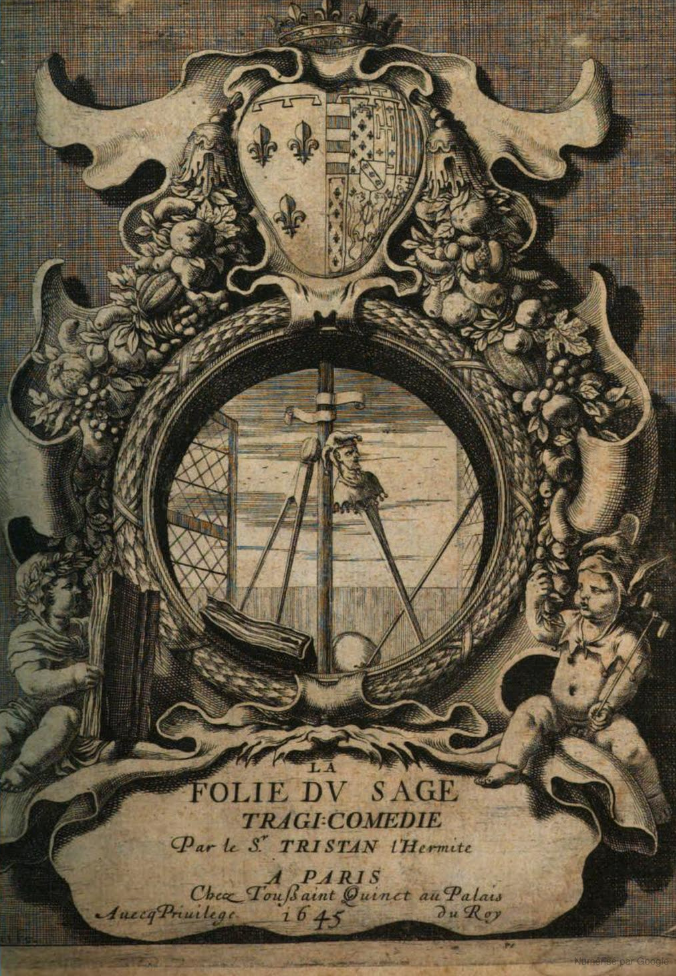
Frontispice de La Folie du Sage (1645).

La Folie du sage est créée en 1644 à Paris, à l'Hôtel de Bourgogne ou au Théâtre du Marais. Imprimée en 1645, la pièce est dédiée à Marguerite de Lorraine, seconde épouse de « Monsieur », Gaston d'Orléans.
La pièce a connu trois éditions du vivant de l'auteur, en livres in-4° et in-12, de 1645 à 1649, ce qui « peut indiquer que la tragi-comédie ne manqua pas de rencontrer quelque succès, au moins auprès des lecteurs ».
Le frontispice « ne laisse pas d'être fort curieux. Au centre, un vaste écusson mi-parti aux armoiries de France-Orléans et de Lorraine. De chaque côté et au-dessous des attributs divers suggérant, les uns la sagesse, les autres la folie ; tels un compas et une marotte. Sur une banderole la devise Non procul, signifiant sans doute que ces deux états d'esprit, sagesse et folie, ne sont pas très éloignés l'un de l'autre ».

## Analyse
La « crise de folie » du personnage d'Ariste (acte III, scène IV) offre à Tristan l'occasion de se lancer dans une énumération délirante de noms d'auteurs classiques :
Ah ! voici ces Docteurs de qui l'erreur nous flatte :

Aristote, Platon, Solon, Bias, Socrate,

Pittaque, Périandre et le vieux Samien,

Xénophane et Denys le Babylonien.

Revisitons un peu cette troupe savante,

Cnide, Eudoxe, Épicharme, Alcidame et Cléanthe,

Démocrite, Thalès d'un immortel renom,

Possidoine, Callippe, Antisthène et Zénon ;

Consultons Xénocrate, et consultons encore

Phérécyde, Ariston, Timée, Anaxagore,

Chrysippe, Polémon, le docte Agrigentin,

Clitomaque, Archytas, Anaxarque et Plotin.

Reconfrontons encor tous ces auteurs de marque,

Aristippe, Sénèque, Épictète et Plutarque.
Jacques Madeleine s'amuse du « plus curieux de l'affaire, c'est que de tous ces auteurs, si ce n'est des plus grands ou des moins anciens, aucune œuvre, autant dire, n'a survécu et que, de celles qui ont échappé au désastre, un bien petit nombre avait été imprimé à l'époque où Tristan écrivit La Folie du sage. Comment donc Ariste avait-il pu composer cette si riche bibliothèque ? »

### Éditions modernes
- Jacques Madeleine (première édition critique), La Folie du sage, Paris, Librairie Droz, coll. « Société des textes français modernes », 1936, XV-123 p. (lire en ligne)

### Œuvres complètes
- Tristan L'Hermite et Roger Guichemerre (dir.), Œuvres complètes, tome V : Théâtre (suite) et Plaidoyers historiques, Paris, Éditions Honoré Champion, coll. « Sources classiques » (no 19), 1999, 512 p. (ISBN 978-2-7453-0152-9)

### Ouvrages généraux
- (en) Henry Carrington Lancaster, A history of French dramatic literature in the seventeenth century, Part II : The Period of Corneille (1635-1651), New York, Gordian Press, 1966 (1re éd. 1932), 804 p.
- (en) Henry Carrington Lancaster, A History of French dramatic Literature in the seventeenth century, Part V : Recapitulation (1610-1700), New York, Gordian Press, 1966 (1re éd. 1942), 235 p.
- Gustave Lanson, Esquisse d'une histoire de la tragédie française, New York, Columbia University Press, 1920, XII-155 p. (lire en ligne)
- Claude et François Parfaict, Histoire générale du Théâtre français depuis son origine jusqu'à présent, t. VI, Amsterdam, Aux dépens de la Compagnie, 1746, 428 p. (lire en ligne), p. 275-280
- Jean Rousset, La Littérature de l'âge baroque en France : Circé et le Paon, Paris, José Corti, 1995 (1re éd. 1953), 316 p. (ISBN 978-2-714-30358-5)

### Études et monographies
- Marcel Arland, Le Promenoir de Tristan, préface pour Le Page disgracié, Paris, Éditions Stock, coll. « À la Promenade », 1946, 324 p., p. 7-44
- Napoléon-Maurice Bernardin, Un Précurseur de Racine : Tristan L'Hermite, sieur du Solier (1601-1655), sa famille, sa vie, ses œuvres, Paris, Alphonse Picard, 1895, XI-632 p. (lire en ligne)
- Sandrine Berregard, Tristan L'Hermite, « héritier » et « précurseur » : Imitation et innovation dans la carrière de Tristan L'Hermite, Tübingen, Narr, 2006, 480 p. (ISBN 3-8233-6151-1, lire en ligne)
- (en) Thomas James Braga, Baroque imagery and themes in the theater of Tristan L'Hermite, Houston, Rice University, 1970, 255 p. (lire en ligne)
- Amédée Carriat (présentation et annotations), Tristan L'Hermite : Choix de pages, Limoges, Éditions Rougerie, 1960, 264 p.
- (it) Daniela Dalla Valle, Il Teatro di Tristan L'Hermite : Saggio storico e critico, Turin, Giappichelli, 1964, 340 p.

### Articles et analyses
- Sandrine Berrégard, « La pratique de l'argument dans le théâtre de Tristan L'Hermite : de l'écriture dramatique à l'écriture narrative », XVIIe siècle, no 232,‎ 2006, p. 499-512 (lire en ligne)
- Pierre Quillard, « Les poètes hétéroclites : François Tristan L'Hermitte de Soliers », t. V, Mercure de France, août 1892, 370 p. (lire en ligne), p. 317-333
- Ernest Serret, « Un précurseur de Racine : Tristan L'Hermite », Le Correspondant, no LXXXII,‎ 25 avril 1870, p. 334-354 (lire en ligne)
- Cahiers Tristan L'Hermite, Sur Le Page disgracié : vingt-quatre études des "Cahiers Tristan L'Hermite", Limoges, Classiques Garnier (no II à XXXIV, extraits), 2013, 270 p. (ISBN 978-2-8124-1162-5)
Sandrine Berrégard, La Folie du page ou le Sage disgracié, p. 195–210

### Cahiers Tristan L'Hermite
- Cahiers Tristan L'Hermite, Tristan : Théâtre, Limoges, Éditions Rougerie (no XXII), 2000, 95 p.
Catherine Guillot, « La fonction didactique du frontispice dans le théâtre de Tristan L'Hermite », p. 17–35